# Palazzo Vescovile (Lodi)
Il palazzo Vescovile di Lodi è la residenza storica dei Vescovi di Lodi. Venne edificato in epoca medievale e rinnovato nel corso del Settecento dall'architetto Giovanni Antonio Veneroni. L'interno elegante presenta alcuni ambienti decorati nel XVIII secolo: da segnalare la ex cappella vescovile e gli affreschi di Carlo Innocenzo Carloni.

## Storia
Nei primi anni dopo la fondazione della città nuova, la costruzione del palazzo vescovile non fu immediata, in quanto i massimi sforzi erano impiegati nella costruzione della Cattedrale: quando nel 1163 il corpo di San Bassiano venne traslato da Lodi Vecchio alla cripta nuova Cattedrale, esisteva infatti solo un piccolo nucleo dell'attuale Vescovado.
La vera nascita del palazzo si ebbe quindi sotto il vescovo Alberto Quadrelli (1168 - 1173) e il suo successore Alberigo del Corno, che ottenne nel 1177 il trasferimento della sede vescovile da Lodi Vecchio a Lodi. I lavori proseguirono soprattutto nel XIII secolo sotto il vescovo Ottobello Soffientini (1218 - 1243), per poi interrompersi e riprendere quasi due secoli più tardi, sotto il vescovo Bonifacio Bottigelli (1393 - 1404), che fece restaurare e abbellire il palazzo.
Nel 1482 il vescovo Carlo Pallavicino (1456 - 1497) ampliò notevolmente il giardino del palazzo sfruttando dei terreni che in precedenza venivano utilizzati come mercato di cavalli e granaglie.
Il suo successore Ottaviano Maria Sforza soggiornò in città solo per brevi periodi e il palazzo venne abbandonato all'incuria, tant'è che divenne inabitabile e il vescovo alloggiò presso privati.
Il primo serio intervento di rifacimento si ebbe solo con il vescovo Ludovico Taverna (1579 - 1616) che incaricò Martino Bassi di realizzare il progetto. I lavori furono terminati solo nel 1657, quando il vescovo era Pietro Vidoni. Nello stesso periodo venne realizzata la galleria dei ritratti, così detta perché arricchita da una serie di dipinti ad olio dei vescovi lodigiani.
Nel 1725 divenne vescovo Carlo Ambrogio Mezzabarba, che promosse una ricostruzione integrale del palazzo, su progetto dell'architetto Giovanni Antonio Veneroni; l'aspetto attuale del palazzo è dovuto proprio a questa ricostruzione. Dopo la morte del Mezzabarba (1741, i lavori furono ripresi dal suo successore Giuseppe Gallarati, senza però terminarli.
Negli anni successivi all'unità italiana, il dissidio tra Stato e Chiesa non permise più ai vescovi lodigiani di esercitare il potere temporale: il palazzo venne abbandonato e il vescovo fu costretto ad abitare in seminario. Quando venne riconosciuto al vescovo il diritto di possedere beni e quindi di tornare nel suo palazzo, lo ritrovò in pessime condizioni; dopo lunghi e costosi lavori, nella primavera del 1879, il vescovo Domenico Maria Gelmini fece ritorno nel palazzo vescovile.
Un'ala del palazzo è occupata dal museo diocesano di arte sacra, che fu istituito nel 1975 dal vescovo Giulio Oggioni ed inaugurato nel 1980 da Paolo Magnani.

## Architettura

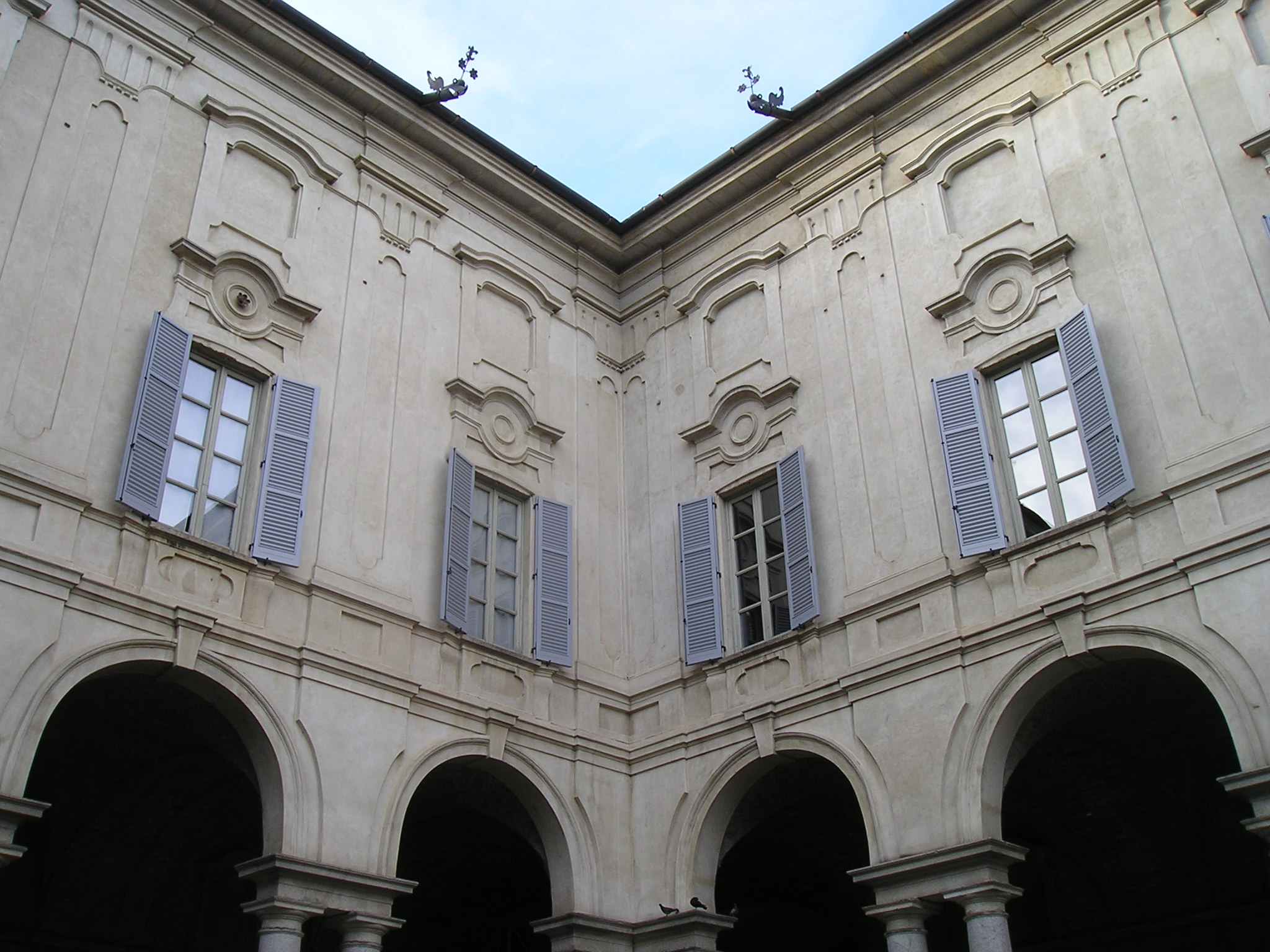
Il cortile interno

Il palazzo deve il suo aspetto attuale al progetto dell'architetto pavese Giovanni Antonio Veneroni. È formato da quattro ali che si sviluppano attorno ad un cortile quadrato; di queste però solo tre furono realizzate nel XVIII secolo seguendo il progetto originale, mentre la quarta, che doveva essere la più elegante, rimase incompiuta.
Il palazzo ha due ingressi, sui lati sud (che affaccia su via Cavour) e nord (su Piazza del Mercato), mentre i lati est e ovest sono collegati rispettivamente con il giardino e con il Duomo.
Nelle facciate che interne, sopra il portico vi è un marcapiano e quindi il piano nobile con finestre che presentazione decorazioni rotonde arricchite da elementi in ferro battuto.

### Il portico
Affacciato sul cortile interno si trova il portico composto da cinque archi con chiave di volta, basati su colonne binate che negli angoli sono riunite a gruppi di tre. 

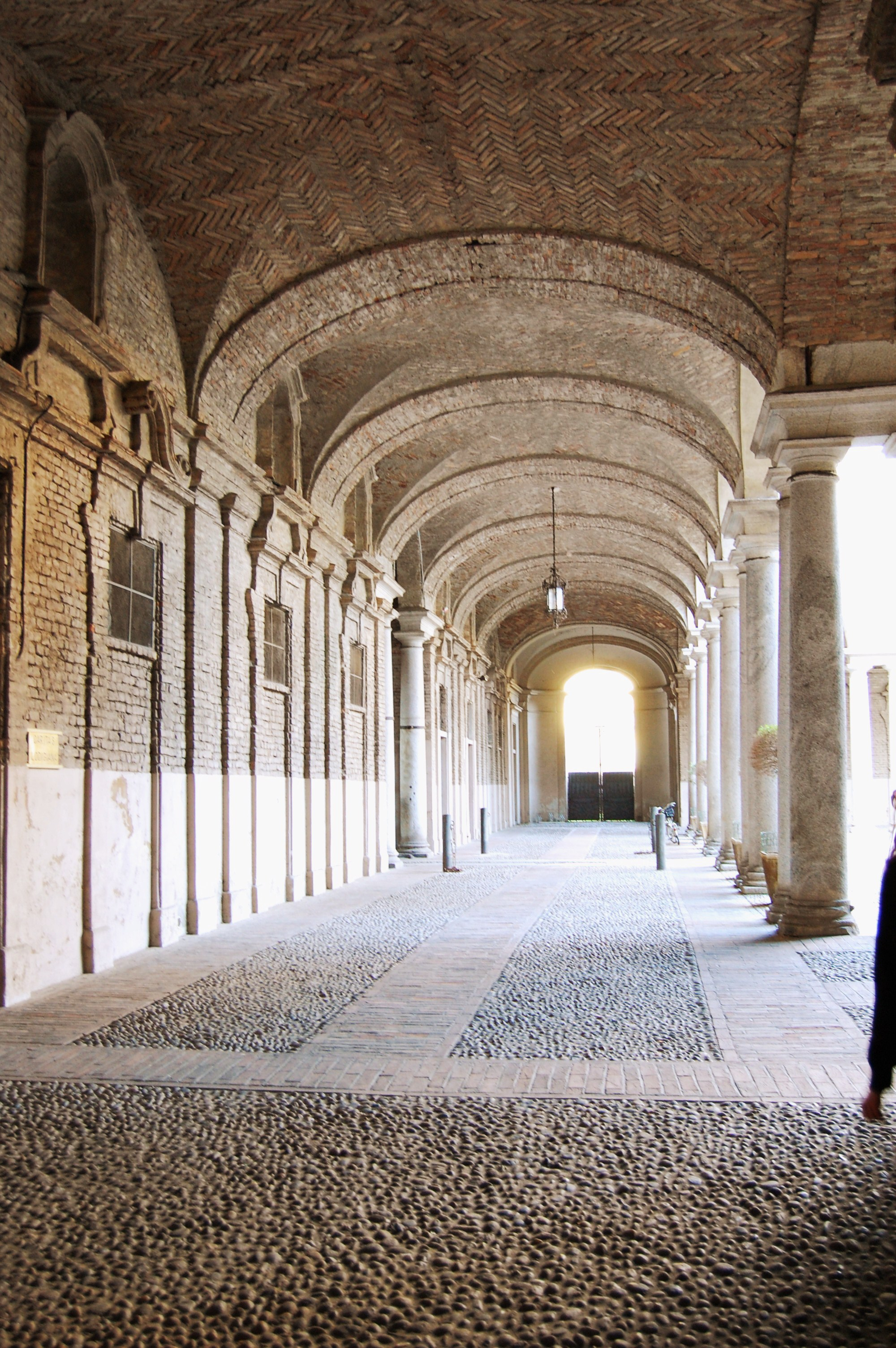
Il portico interno

La parte interna del portico è rimasta in mattoni a vista, perché non fu mai terminata. Tutte le campate, comprese le quattro angolari quadrate, hanno volte a crociera, con tessiture a spina di pesce.

### I prospetti esterni
I prospetti esterni realizzati secondo il progetto del Veneroni sono tre e presentano molte differenze. Il prospetto nord-orientale, verso il giardino, è l'unico ad essere stato completamente realizzato secondo il progetto del Veneroni. Sulla destra vi è una torretta sopraelevata che si collega all'ala nord-occidentale, anche se essa rimane incompiuta come testimoniano i fori dei ponteggi.
Il prospetto nord-occidentale si affaccia su Piazza Mercato; di esso furono costruite solo le strutture essenziali, mentre quelle decorative sono completamente assenti: la facciata è liscia e intonacata e le uniche aperture sono le finestre. Sulla destra c'è un portale che permette l'accesso al portico.
L'ultima ala ad essere realizzata fu quella sud-ovest, la cui costruzione fu però bruscamente interrotta come testimoniano la facciata rustica in mattoni e i fori per i ponteggi.
Nei punti in cui l'ala nord-est e l'ala sud-ovest avrebbero dovuto congiungersi con quella sud-est, sono ancora visibili dei mattoni a vista, ad ulteriore testimonianza dell'incompiutezza del palazzo.

### Il progetto
Giovanni Antonio Veneroni fu incaricato dal vescovo Carlo Ambrogio Mezzabarba di ricostruire completamente il palazzo. Egli realizzò tre piante e un prospetto. La pianta del piano inferiore evidenzia soprattutto l'ampliamento del portico, che assume forma perfettamente quadrata, e nello sviluppo del colonnato su tutti e quattro i lati.
Il progetto della facciata riguarda il prospetto sud-est; è datato 1739 e venne realizzato dal Veneroni solo dopo l'inizio della costruzione, visto che avrebbe dovuto essere edificato per ultimo. In realtà, a causa della morte del vescovo Mezzabarba, non furono realizzate né l'ala meridionale né la facciata.
Il progetto è oggi esposto in una sala del palazzo: la facciata doveva essere più alta rispetto al resto dell'edificio, doveva avere tre piani e 15 assi di finestre; nell'asse principale doveva esserci un ampio portale, sovrastato da un balcone.

### Testi di approfondimento
- M. Barin e G. Risino, Il palazzo vescovile di Lodi, in Archivio storico lodigiano, anno CXI, Lodi, edito dalla Società Storica Lodigiana, 1992,  pp. 149-164, ISSN 0004-0347 (WC · ACNP).
- M. Barin e G. Risino, Il palazzo vescovile di Lodi (parte seconda), in Archivio storico lodigiano, anno CXIV, Lodi, edito dalla Società Storica Lodigiana, 1995,  pp. 137-160, ISSN 0004-0347 (WC · ACNP).